# Manganviolett

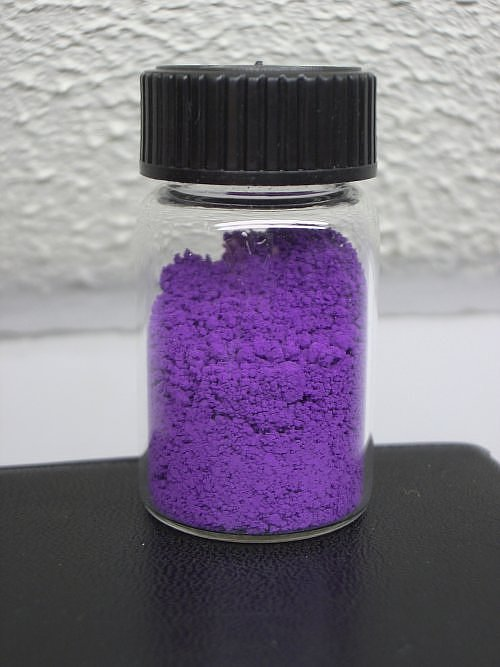
Manganviolett,
C.I. Pigment Violet 16

Manganviolett, C.I. Pigment violet 16 (77742), är ett syntetiskt, oorganiskt pigment bestående av manganammoniumpyrofosfat, som är ett dubbelsalt med mangan, ammonium och pyrofosfat. Det har en djup, något omättad violett färg med dragning åt antingen rött eller blått. Det har utmärkt ljusäkthet.
Manganviolett togs fram i Nürnberg år 1868 och kallades till en början Nürnberger Violett (Nürnbergviolett).

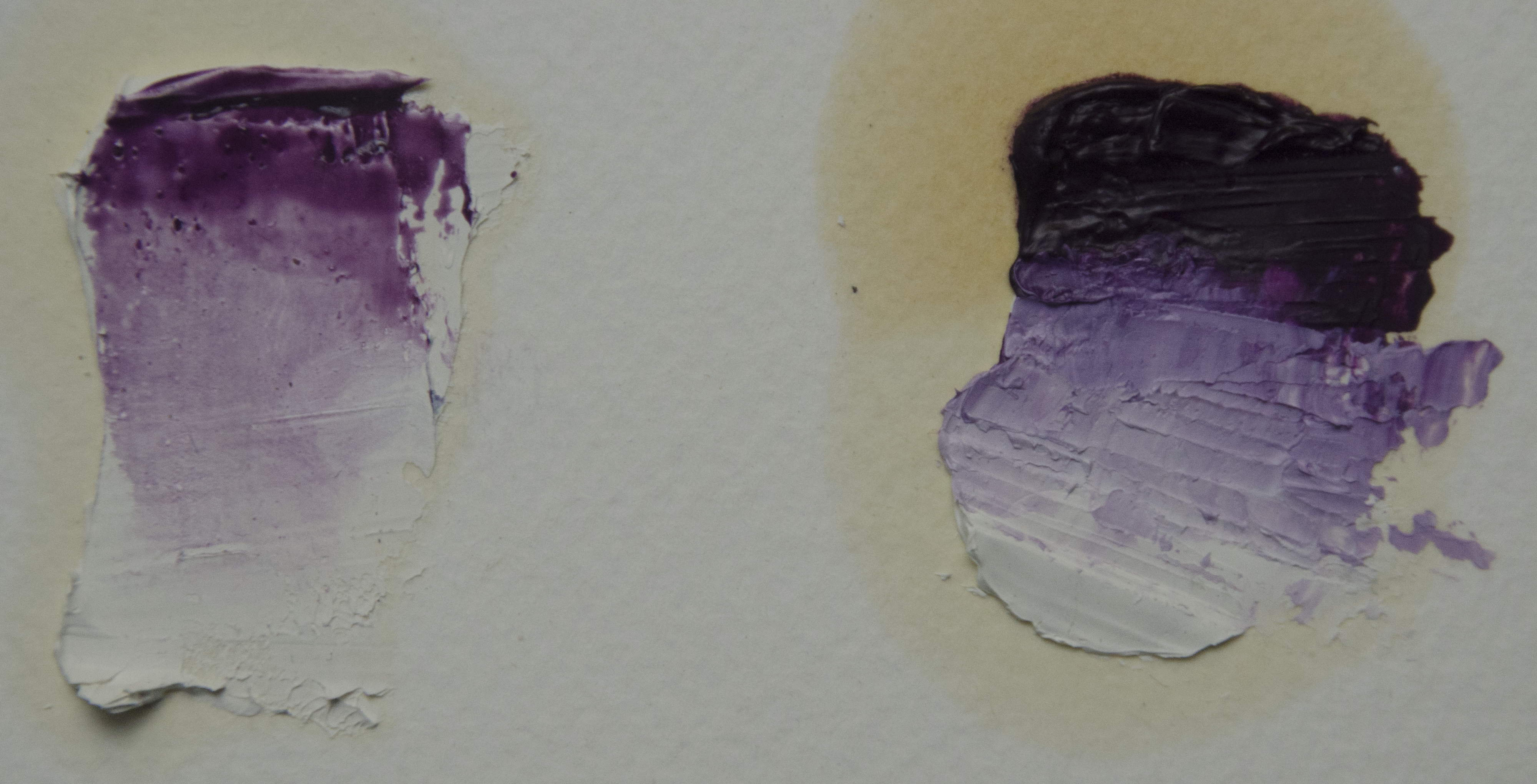
Manganviolett i olja på zinkvitt.